# Conde de Santo André
O título de Conde de Santo André foi criado por decreto de 24 de Fevereiro de 1887 do rei D. Luís I de Portugal a favor de António Justino da Costa, único titular.

## Titulares
1. António Justino da Costa
O título encontra-se actualmente extinto.